# اینداستریا ۳۸۹
سیارک ۳۸۹ (به انگلیسی: 389 Industria، نامگذاری:1894BB) سیصد و هشتاد و نهمین سیارک کشف شده‌است که در ۸ مارس ۱۸۹۴ و در نیس کشف شد.
قدر مطلق سیارک برابر ۷٫۸۸ است.